# Bernardo Pasquini
Bernardo Pasquini (7. prosince 1637 Massa e Cozzile – 21. listopadu 1710 Řím) byl italský skladatel, cembalista a varhaník.

## Život
Narodil se 7. prosince 1637 v obci Massa e Cozzile. Jeho prvním učitelem byl Mariotto Bocciantini v Uzzanu. Okolo roku 1650 odešel ke svému strýci Giovanni Pasquinimu do Ferrary a v letech 1654–1655 byl varhaníkem Accademia della Morte. V roce 1657 přesídlil do Říma a stal se varhaníkem v kostele Santa Maria in Vallicella, tradičně nazývaném Chiesa Nuova. Dále studoval u Pietra Antonia Cestiho a Loreta Vittoriho a okolo roku 1663 se stal varhaníkem v Bazilice Panny Marie Sněžné (Basilica di Santa Maria Maggiore). Následujícího roku přijal místo varhaníka v basilice di Santa Maria in Aracoeli a tuto pozici zastával až do své smrti. Vedle toho v letech 1664–1685 působil jako varhaník i v Santissimo Crocifisso. V roce 1664 absolvoval diplomatickou misi u francouzského dvora.
V listopadu 1667 vstoupil do služeb rodiny Borghese jako "komorní asistent" a tuto funkci zastával až do konce života. Brzy se stal jedním z nejvýznamnějších hudebníků Říma té doby. Jeho opery a oratoria měly u obecenstva úspěch a jako cembalista a skladatel byl vyhledávaným hudebníkem nejvyšší římské společnosti, včetně kardinálů Flavia Chigiho, Benedetta Pamphiliho, Pietra Vita Ottoboniho (budoucí papež Alexandr VIII.) a královny Kristýny I. Švédské.
V roce 1694 byl se stal členem tzv. "coro d'Arcadia", skupiny virtuózů, jejímiž členy byli např. Arcangelo Corelli, Matteo Fornari, Giovanni Lorenzo Lulier a Giovanni Bononcini. V roce 1706, spolu s Arcangelem Corellim a Alessandrem Scarlatti, byl jedním z prvních hudebníků zvolených do Accademia dell'Arcadia.
Jako cembalista a učitel byl obdivován a vyhledáván. Jeho sláva překročila hranice Alp. Mezi hudebníky, kteří přišli do Říma k němu studovat byli např. Georg Muffat, Johann Philipp Krieger, Francesco Gasparini a Tommaso Bernardo Gaffi.
Zemřel v Římě 21. listopadu 1710 a byl pohřben v bazilice San Lorenzo in Lucina. Monumentální hrobku vytvořil sochař Pietro Papaleo.

## Dílo
Bernardo Pasquini zkomponoval pozoruhodně velké množství vokálních děl: opery, oratoria, přes padesát kantát a mnoho drobnějších skladeb. V současnosti je však nejvíce oceňována jeho tvorba pro cembalo a varhany, která většinou v jeho době ani publikována nebyla. Pozoruhodné je, že jeho 28 cembalových sonát je notováno pouze v generálním basu.

### Oratoria
- Cain e Abel (Řím, 1671)
- Agar (Řím, 1675)
- Assuero (Řím, 1675)
- Sant'Alessio (Řím, 1675)
- Oratorio di Santa Agnese (Řím, 1677)
- Sant'Eufrasia (Řím, 1678)
- Divae Clarae triumphus (Řím, 1682)
- Oratorio del Ss. Crocifisso di S. Marcello (1682, Řím, libretto Francesco Noceti)
- L'idolatria di Salomone (Řím, 1686)
- Il martirio dei Santi Vito, Modesto e Crescenzio (Modena, 1687)
- I fatti di Mosè nel deserto (Modena, 1687)
- La purità trionfante overo Martiniano il santo (Řím, 1688)
- La sete di Cristo (Modena, 1689)
- Il colosso della costanza (Řím, 1689)
- La caduta di Salomone (Florencie, 1693)
- David trionfante contro Golia (Florencie, 1694)

### Opery
- La sincerità con la sincerità, overo Il Tirinto (1672 Ariccia)
- La forza d'amore (1672 Řím?) revize: Con la forza d'amor si vince amore (1679 Pratolino)
- L'amor per vendetta, overo L'Alcasta (1673 Řím)
- Trespolo tutore (1675? Řím)
- La donna ancora è fedele (1676 Řím)
- La caduta del regno dell'Amazzoni (1678 Řím)
- Dov'è amore è pietà (1679 Řím)
- L'Idalma, overo Chi la dura la vince (1680 Řím)
- Il Lisimaco (1681 Řím)
- La Tessalonica (1683 Řím)
- Arsace (1683) [?]
- L'Arianna (1685 Řím)
- Santa Dinna (1687 Řím, spolu s A. Melani, A. Scarlatti)
- L'Eudossia (1692 Řím)
- Seleucco (1693)
- Radamisto (1696)
- Alessandro amante

### Další vokální skladby
- Hor ch'il Ciel fra densi horrori, kantáta
- Iam me ligastis, motet
- Navicella, ove ten vai, komorní kantáta
- O benedicte Jesu, motet
- Padre, Signore e Dio, kantáta
- Perduto ho il core, arietta
- Quaeam portenta, motet
- Quanto e folle
- So ben s'io peno
- Toccata

### Skladby pro cemballo
- Aria in C major
- Aria in G major
- Bergamasca in G major
- Canzone francese
- Partimento e-moll
- Partite del saltarello G-dur
- Partite (24) di bergamasca C-dur
- Partite diverse (14) di follia D-dur
- Partite diverse di follia d-mpůů[kdo?]
- Passacagli g-moll
- Passagagli D-dur
- Passagagli D-dur ("Per Petronilla")
- Pastorale G-dur
- Prelude e Partita F-dur
- 14 sonát pro 2 cembala
- Ricercare d-moll
- Sonate per gravecembalo
- Suite D-dur ("Per lo Scozzese")
- Suite e-moll ("Per l'inglese di Scozia")
- Toccata con lo scherzo del cucco
- Toccata for a-moll ("Per Francia")
- Toccata C-dur
- Toccata c-moll ("Per lo Scozzese")
- Toccata g-moll
- Variationi capricciose
- Variationi d'inventione (10 partitas)
- Variationi il Paggio Todesco
- Variationi C-dur ("Per la medesima")

### Varhanní skladby
- Bergamasca
- Bizzaria
- Capriccio G-dur
- Corrente
- Fantasia
- Fantasia in e, la, mi
- Fantasia la, mi fa fa
- Introduction e Pastorale
- Partita sopra la Folia d'Espagna
- Partite Diverse di Follia
- Passacaglia in C
- Ricercare del II Tono
- Sonáty, tokáty aj.

### Pedagogická díla
- Saggi di contrappunto (1695)
- Regole per ben suonare il cembalo o organo